# Târgu Jiu
Târgu Jiu este municipiul de reședință al județului Gorj, Oltenia, România, format din localitățile componente Bârsești, Drăgoieni, Iezureni, Polata, Preajba Mare, Romanești, Slobozia, Târgu Jiu (reședința) și Ursați.

## Istorie

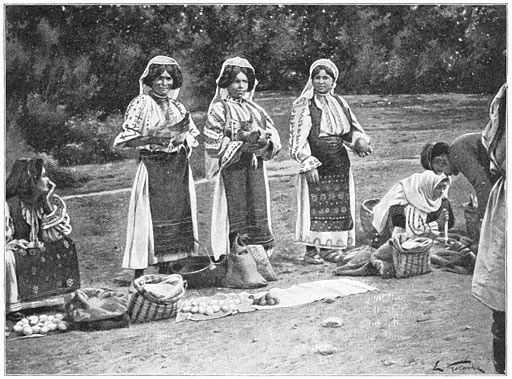
Țărani la piața din Târgu Jiu la începutul secolului XX

Municipiul Târgu Jiu și-a luat numele de la vijeliosul râu Jiu de care este străbătut de la nord la sud și care, în decursul timpului, și-a mutat albia de la Dealul Prejbei înspre apus, formând trei terase care constituie teritoriul de azi al localității. Înainte de cucerirea Daciei de către romani, localitatea era un sat aflat pe un teritoriu cu insule și păduri, situate între cursurile Jiului, Hodinăului, Voivodiciului, Putnei și Paschiei. El oferea astfel un bun adăpost locuitorilor, pe care îi apăra împotriva năvălirilor din afară.

Imagine dinspre Coloana Infinitului

Aici se intersectau importante drumuri comerciale care făceau legătura între Dunăre, Drobeta Turnu-Severin și Transilvania cu un centru roman de pe Olt. În preajma sa staționau cohorte romane, încartiruite în așezări fortificate. În timpul războaielor de cucerire a Daciei, o parte din armata romană, conform mărturiilor istorice, a trecut prin localitate. Eruditul om de cultură gorjean Alexandru Ștefulescu susține într-o lucrare a sa despre Târgu Jiu, că în vremea romanilor localitatea era un vicus, o stațiune comercială. Săpăturile efectuate pentru construirea liniei ferate Târgu Jiu - Rovinari au scos la iveală în partea de sud-est a orașului un mozaic, țiglă și cărămizi romane, precum și ceramică asemănătoare celei descoperite în apropierea castrului roman de la Bumbești-Jiu.
Orașul este menționat pentru prima oară în anul 1406 sub numele de "Jiul", într-o poruncă dată mănăstirii Tismana de către voievodul Mircea cel Bătrân. Tot în secolul al XV-lea, localitatea apare pentru prima dată în documente având calitatea de târg. Cu timpul, în izvoarele istorice apar și mențiuni ce indică o cristalizare a vieții orășenești. Orașul pomenit ca atare, de un document din anul 1611 dat de Radu Mihnea, este atestat ca organizare municipală, având la conducerea treburilor orășenești un jude și mai mulți pârgari. În secolele XVI-XVII, istoria orașului consemnează unele lupte ale locuitorilor săi cu vecinii, pentru hotărnicirea proprietății Târgu Jiului. Starea economică înfloritoare a unora dintre ei le permitea în timpul domniei lui Neagoe Basarab să-și cumpere noi suprafețe de pământuri.
În secolul al XVII-lea Târgu Jiu îndeplinește funcția de reședință a Gorjului. El a adăpostit adesea, în vremuri de restriște, pe unii domnitori ai țării cum ar fi: Mihai Viteazul, Matei Basarab, Constantin Brâncoveanu. În anul 1631 orașul a fost teatrul conflictului dintre trupele boierului Matei Basarab și cele ale lui Leon Vodă Tomșa.
În anul 1716, la Târgu Jiu și Bengești au fost înfrânte cetele trimise de către Nicolae Mavrocordat împotriva boierilor ostili turcilor. Împotriva acestui domnitor avea să se lanseze, în 1719 memoriul a 66 de boieri gorjeni către principele Eugeniu de Savoia în care se plângeau de fărădelegile boierilor Băleanu și Știrbei, partizani ai turcilor.
La sfârșitul secolului XVIII și la începutul secolului XIX, orașul este supus jafurilor unor bande turcești, pasvangii la 1800, cârjalii și adalăii la 1814-1815.
În prima jumătate a secolului al XIX-lea orașul este martorul unor evenimente însemnate. Astfel, la 21 ianuarie 1821 venind de la București, Tudor Vladimirescu ajunge la Târgu Jiu, unde găsește elemente favorabile marilor sale planuri, pe care le va susține câteva zile mai târziu pe Câmpia Padeșului.
În anul revoluționar 1848, locuitorii orașului, în prezența reprezentanților guvernului provizoriu demonstrează împotriva Regulamentului Organic pe care îl ard pe Dealul Prejbei.
Un episod aparte, în istoria bătăliilor de pe Jiu din toamna anului 1916, îl constituie lupta de la Podul Jiului din 14 octombrie 1916. "Aici - spune un document contemporan - bătrânii, femeile, cercetașii și copiii Gorjului au oprit năvala vrăjmașă, apărandu-și cu vitejie căminurile".
Din rândul populației gorjene s-a ridicat și tânăra eroină Ecaterina Teodoroiu originară din Vădeni, azi cartier al orașului, care și-a dat viața pentru apărarea pământului strămoșesc în timpul luptelor de la Mărășești din 1917. Pentru cinstirea memoriei acesteia, precum și a celorlalți eroi gorjeni în anul 1937 a fost realizat, sub conducerea lui Constantin Brâncuși, ansamblul monumental devenit celebru pe toate meridianele globului.
În anul 1992 s-a decis înființarea Universității "Constantin Brâncuși" din Târgu-Jiu cu următoarea structură:Facultatea de Inginerie și Facultatea de Științe.Astăzi ,Universitatea numără 25 de programe de studii pentru ciclul de studii universitare de licență și 20 de specializări de master universitar.

## Geografie
Municipiul Târgu Jiu se află la intersecția paralelei 45° latitudine nordică cu meridianul de 23° longitudine estică, la jumătatea distanței dintre Ecuator și Polul Nord, în plină zonă temperată. 
Așezat la 18 km spre sud de lanțul Munților Carpați , în cuprinsul Podișului Getic , în Depresiunea Târgu Jiu – Câmpul Mare sau Depresiunea Olteană (una dintre cele mai întinse depresiuni subcarpatice intracolinare) la nord de confluența Amaradiei Pietroase cu Jiul, municipiul are o desfășurare de la nord la sud pe o lungime de aproximativ 13 km de-a lungul râului Jiu, de o parte și de alta, iar de la vest la est o întindere de circa 10 km.
Vecini
- Nord - comunele Stănești și Turcinești și cu orașul Bumbești-Jiu (Sadu)
- Est - comunele Bălănești și Scoarța
- Sud - comunele Dănești și Drăguțești
- Vest - Bălești și Lelești

### Clima
Este temperat continentală de deal, cu 190 de zile fără îngheț, cu precipitații neuniform repartizate, cu vânt dominant dinspre nord, pe Valea Jiului. Temperatura aerului, variază în limite largi ca urmare a diferențelor mari de altitudine a reliefului. Mediile anuale sunt de 10,6 °C la Târgu Jiu, în depresiune, de aproximativ 3 °C pe munții cu altitudini mijlocii și de 0 °C sau sub 0 °C pe munții înalți.
Precipitatiile pe an sunt de 822mm. Între cele mai uscate și cele mai umede luni, diferența de precipitații este de 26 mm | 1 inch. Pe parcursul anului, temperaturile variază cu 22,2 °C | 39,9 °F. Luna cu cea mai mare umiditate relativă este noiembrie (79,96 %). Luna cu cea mai scăzută umiditate relativă este aprilie (66,75 %). Cea mai umedă lună este mai (10,57 zile). Cea mai uscată lună este august (7,03 zile).
În această locație, luna care primește cel mai mult soare este iulie, cu un număr mediu de ore zilnice fiind de 12,38. Pe întreaga durată a perioadei calendaristice menționate, există un total de 383,68 ore de lumină solară. În Târgu Jiu, luna care înregistrează cel mai mic număr de ore zilnice de soare este ianuarie, cu o durată medie de 4,93 ore pe zi. Cantitatea totală de lumină solară înregistrată în această perioadă în cauză se ridică la o sumă totală de 152,96. În Târgu Jiu se numără în medie 250,74 ore de soare pe lună și în jur de 3008,93 ore pe tot parcursul anului.

## Demografie
Componența etnică a municipiului Târgu Jiu
     Români (82,62%)
     Romi (2,97%)
     Alte etnii (0,18%)
     Necunoscută (14,23%)
Componența confesională a municipiului Târgu Jiu
     Ortodocși (82,88%)
     Alte religii (1,8%)
     Necunoscută (15,32%)
Conform recensământului efectuat în 2021, populația municipiului Târgu Jiu se ridică la 73.545 de locuitori, în scădere față de recensământul anterior din 2011, când fuseseră înregistrați 82.504 locuitori. Majoritatea locuitorilor sunt români (82,62%), cu o minoritate de romi (2,97%), iar pentru 14,23% nu se cunoaște apartenența etnică. Din punct de vedere confesional, majoritatea locuitorilor sunt ortodocși (82,88%), iar pentru 15,32% nu se cunoaște apartenența confesională.
|  | Graficele sunt indisponibile din cauza unor probleme tehnice. Mai multe informații se găsesc la Phabricator și la wiki-ul MediaWiki. |

Date: Recensăminte sau birourile de statistică - grafică realizată de Wikipedia

## Politică și administrație
Municipiul Târgu Jiu este administrat de un primar și un consiliu local compus din 21 consilieri. Primarul, Marcel Laurențiu Romanescu, de la Partidul Social Democrat, este în funcție din iunie 2017. Începând cu alegerile locale din 2024, consiliul local are următoarea componență pe partide politice:
|  | Partid                          | Consilieri | Componența Consiliului | Componența Consiliului | Componența Consiliului | Componența Consiliului | Componența Consiliului | Componența Consiliului | Componența Consiliului | Componența Consiliului | Componența Consiliului |
|  | ------------------------------- | ---------- | ---------------------- | ---------------------- | ---------------------- | ---------------------- | ---------------------- | ---------------------- | ---------------------- | ---------------------- | ---------------------- |
|  | Partidul Social Democrat        | 9          |                        |                        |                        |                        |                        |                        |                        |                        |                        |
|  | Partidul Național Liberal       | 7          |                        |                        |                        |                        |                        |                        |                        |                        |                        |
|  | Alianța pentru Unirea Românilor | 3          |                        |                        |                        |                        |                        |                        |                        |                        |                        |
|  | Partidul Verde                  | 2          |                        |                        |                        |                        |                        |                        |                        |                        |                        |

Municipiul Târgu Jiu este reședința de județ a județului Gorj și are în administrație, în afara localității principale, și alte opt localități: Slobozia, Bârsești, Polata, Ursați, Drăgoieni, Iezureni, Preajba Mare, Românești.

## Stema
Stema orașului Târgu Jiu a fost adoptată prin Hotărârea Guvernului nr. 1540 din 18 decembrie 2002 și publicată în Monitorul Oficial nr. 30 din 21 ianuarie 2003. Ea se compune dintr-un scut despicat în pal, având următoarea înfățișare: în partea dreaptă și în partea stângă se află un camp de argint cu lei, afrontați, de culoare naturală, armați și cu limbile roșii, ținând fiecare o spadă neagră. În centru, în camp albastru, este reprezentată Coloana infinitului, de aur. Scutul este timbrat de o coroană murală, de argint, formată din șapte turnuri crenelate (coroana murală cu 7 turnuri crenelate semnifică faptul că localitatea are rangul de municipiu, reședință de județ).
Leii sunt vechiul simbol al Olteniei, Valahia Mică, după cum o găsim în documentele medievale.
Spada este simbolul vitejiei și al consecvenței locuitorilor de pe aceste meleaguri. Coloana infinitului este emblematică pentru municipiul Târgu Jiu, aceasta legându-și numele de activitatea creatoare a lui Constantin Brâncuși.

## Personalități gorjene

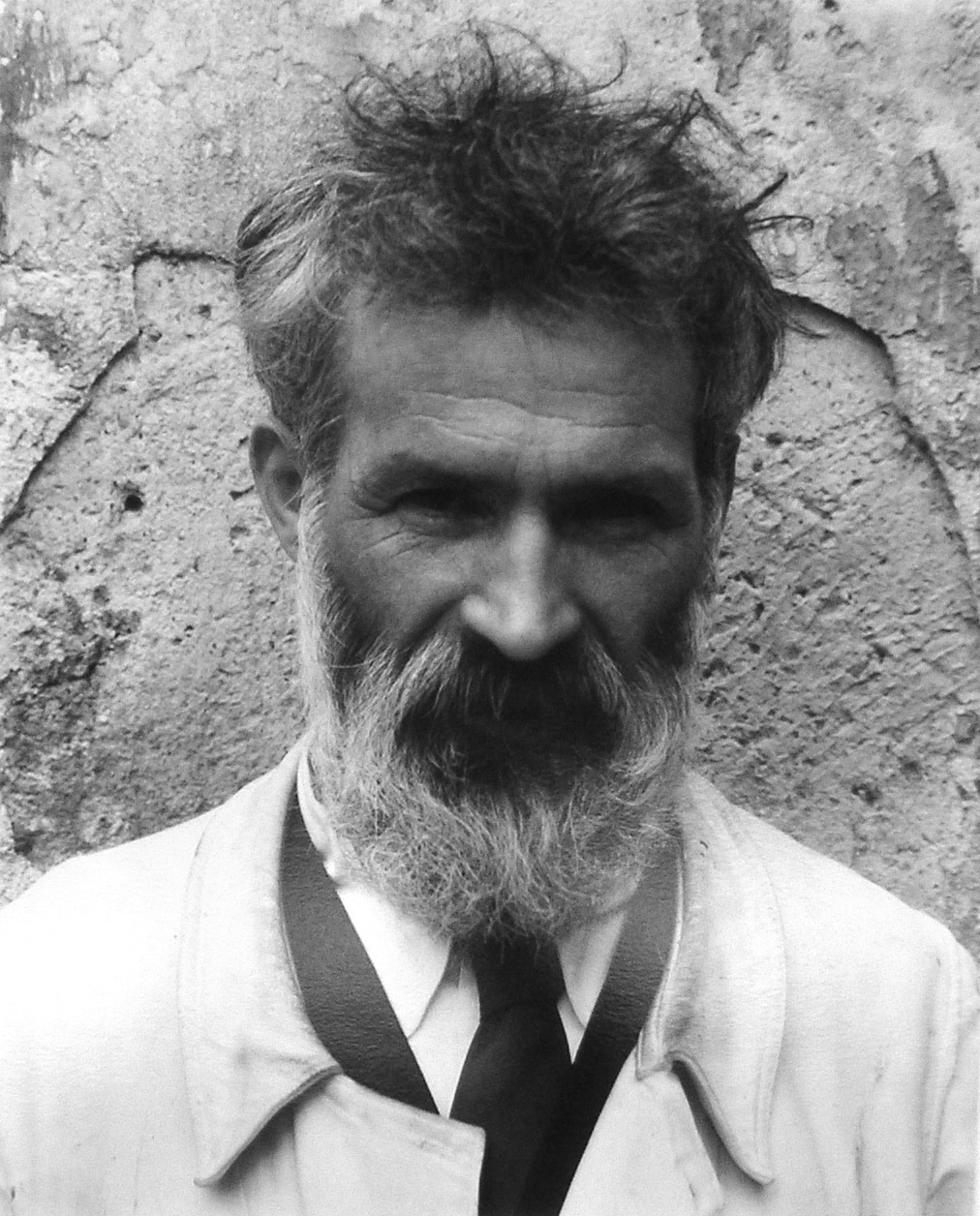
Constantin Brâncuși

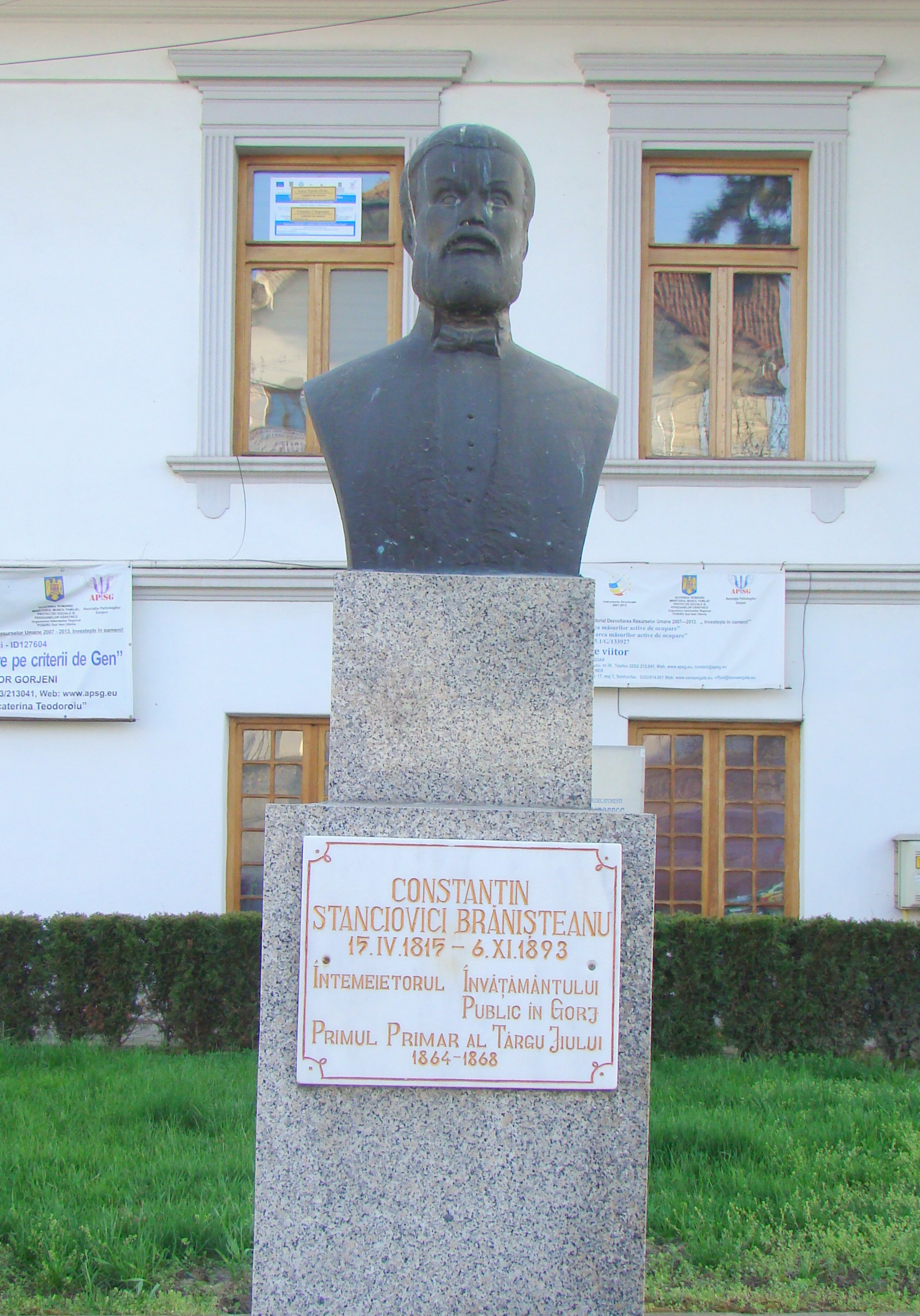
Bustul lui Constantin Stanciovici Brănișteanu: întemeietorul învățământului public în Gorj, primul primar al orașului Târgu Jiu (1864-1868)

- Gheorghe Magheru (1802 - 1880), comandant militar în oastea lui Tudor Vladimirescu (1821), ministru de finanțe în cabinetul revoluționar din Țara Românească;
- Vasile Lascăr (1853 - 1907), primar al orașului Târgu Jiu, ministru de interne în două rânduri și de finanțe al României.
- Alexandru Ștefulescu (1856 - 1910), istoric al județului Gorj și al orașului Târgu Jiu;
- Titu D. Frumușanu (1861 - 1919), al 15-lea primar al Târgu Jiului. Absolvent al Facultății de Drept din București, a devenit membru al Partidului Național Liberal în 1885, iar în 1893 a fost ales, pentru prima dată, primar. A fost ales și în perioada 1895-1899 și 1901-1905;
- Constantin Brâncuși (1876 - 1957), sculptor român cu contribuții covârșitoare la înnoirea limbajului și viziunii plastice în sculptura contemporană;
- Gheorghe Tătărăscu (1886 - 1957), prim-ministru al României în perioada 1934-1937 și în perioada 1939-1940;
- Ecaterina Teodoroiu (1894 - 1917), sublocotenent român, care a căzut în Bătălia de la Mărășești din timpul Primului Război Mondial;
- Vlad Voiculescu (1913 - 2001), medic neurolog român, membru titular al Academiei Române;
- George Uscătescu (1919 - 1995), filosof, estetician, eseist, poet și sociolog român, membru de onoare din străinătate al Academiei Române;
- Vasile Cocheci (1922 - 1996), inginer și chimist român, membru corespondent al Academiei Române;
- Nicolae Stroescu-Stînișoară (1925 - 2014), jurnalist român, director al secției române a postului Radio Europa Liberă;
- Sergiu Nicolaescu (1930 - 2013), regizor, scenarist, actor și senator român;
- Mariana Pinciu Iacob (n. 1933), medic, endocrinolog;
- Gheorghe Vlăduțescu (n. 1937), filozof român, profesor de filozofie la Facultatea de Filozofie la Universitatea din București, membru al Academiei Române;
- Horațiu Mălăele (n. 1952), actor, regizor, caricaturist și scriitor român;
- Radu Dan Constantinescu (n. 1955), fizician;
- Constantina Diță-Tomescu (n. 1970), atletă română, alergătoare pe distanțe lungi, specializată în maraton și semimaraton;
- Cătălin Măruță (n. 1978), prezentator român de televiziune;
- Dragoș Militaru (n. 1990), fotbalist;
- Iulian Marinescu (n. 1994), actor;
- Cristina Boncea (n. 1998), scriitoare.

## Educație
Școli generale
- Școala Nr. 1 „Gheorghe Tătărăscu”
- Școala Nr. 2 „Ecaterina Teodoroiu”
- Școala Nr. 4 „Alexandru Ștefulescu”
- Școala Nr. 5 „Voievod Litovoi”
- Școala Nr. 6 „Sfântul Nicolae”
- Școala Nr. 7 Vădeni
- Școala Nr. 8 „Constantin Săvoiu”
- Școala Nr. 11 „Pompiliu Marcea”
- Școala Nr. 12 „Constantin Brâncuși”

Licee și colegii 
- Colegiul Național „Tudor Vladimirescu”
- Colegiul Național „Ecaterina Teodoroiu”
- Colegiul Național „Spiru Haret”
- Colegiul Economic „Virgil Madgearu”
- Colegiul Tehnic Nr. 2
- Colegiul Tehnic „Henri Coandă”
- Colegiul Tehnic „G-ral Gheorghe Magheru”
- Liceul Teologic „Sfântul Nicodim”
- Liceul cu Program Sportiv
- Liceul de Muzică și Arte Plastice „Constantin Brăiloiu”
- Grup Școlar Energetic Nr. 1
- Liceul Tehnologic „Ion Mincu” Nr. 4
- Colegiul Auto „Traian Vuia”
- Liceul Tehnologic Bârsești
- Liceul de Informatică „Victor Daimaca” (particular)

Școli postliceale
- Școala Postliceală Sanitară „Omenia”
- Școala Postliceală Sanitară „Carol Davila”
- Școala Sanitară de Stat
- Școala Sanitară Postliceală „Hipocrate”

Universități
- Universitatea „Constantin Brâncuși”
- Universitatea Liberă Internațională din Moldova
- Universitatea Titu Maiorescu

Instituții educaționale
- Palatul copiilor

## Sport
Orașul Târgu Jiu susține financiar sportul, sprijinind echipele de mai jos, dar și multe alte activități sportive.
Fotbal:
- C.S.M Târgu Jiu

Baschet:
- C.S.M Târgu Jiu

Handbal:
- C.S.M Târgu Jiu

Box:
- C.S.M Târgu Jiu

Lupte:
- C.S.M Târgu Jiu

## Centre comerciale
- Shopping City Târgu Jiu
- Centru Comercial Lotus Parâng (Supermarket Profi, SensiBlu, Vodafone, Avon, Leonardo, Roka, Moda Aliss, TimeOut, Danik, Puma, Jolidon, Diverta, B&B, Lotto, Germanos, Telekom, Domo) Arhivat în 15 septembrie 2013, la Wayback Machine.
- Centru Comercial Lotus Păltiniș
- Complex Comercial Favorit
- Complex Comercial Rodna
- Complex Comercial Oliana
- Complex Comercial Mirese
- Profi 9 Mai
- Profi A. I. Cuza
- Hypermarket Kaufland (Domo, Inmedio, SensiBlu, Telekom)
- Hypermarket Carrefour ( in Shopping City Targu Jiu)
- Supermarket Succes x60 (80-250 mp, majoritatea non stop)
- LIDL
- XINA Piața Mare
- XINA 9 Mai
- Flanco World
- Infomanu CENTRE
- Dedeman
- Praktiker
- Carrefour Market
- Penny Market

Viitoarele centre comerciale:
- Billa
- Carrefour Market x3

## Relații externe

### Orașe înfrățite
Municipiul Târgu Jiu este înfrățit cu:
| - Noci | - Lauchhammer | - Yambol | - Pendik | - Forbach |

## Cartiere
- Cartierul 1 Mai
- Cartierul 9 Mai
- Cartierul ACH
- Cartierul Artego
- Cartierul CAM
- Cartierul Calea Bucureștiului
- Cartierul Debarcader
- Cartierul Ecaterina Teodoroiu
- Cartierul Gării Caragiale
- Cartierul Grivița
- Cartierul Obreja
- Cartierul Narciselor
- Cartierul Pandurașul
- Cartierul Peste Pod
- Cartierul Sâmbotin
- Cartierul Unirii
- Cartierul Victoriei

## Obiective turistice
- Coloana Infinitului
- Curtea lui Cornea Brăiloiu
- Biserica Sfinții Apostoli Petru și Pavel
- Biserica Adormirea Maicii Domnului
- Biserica Sf. Voievozi
- Biserica Sfântul Nicolae și Sfântul Andrei din Târgu Jiu
- Muzeul Județean Gorj „Alexandru Ștefulescu”
- Poarta Sărutului
- Masa Tăcerii
- 30 scaune pătrate
- Casa Memorială „Ecaterina Teodoroiu”

## Imagini

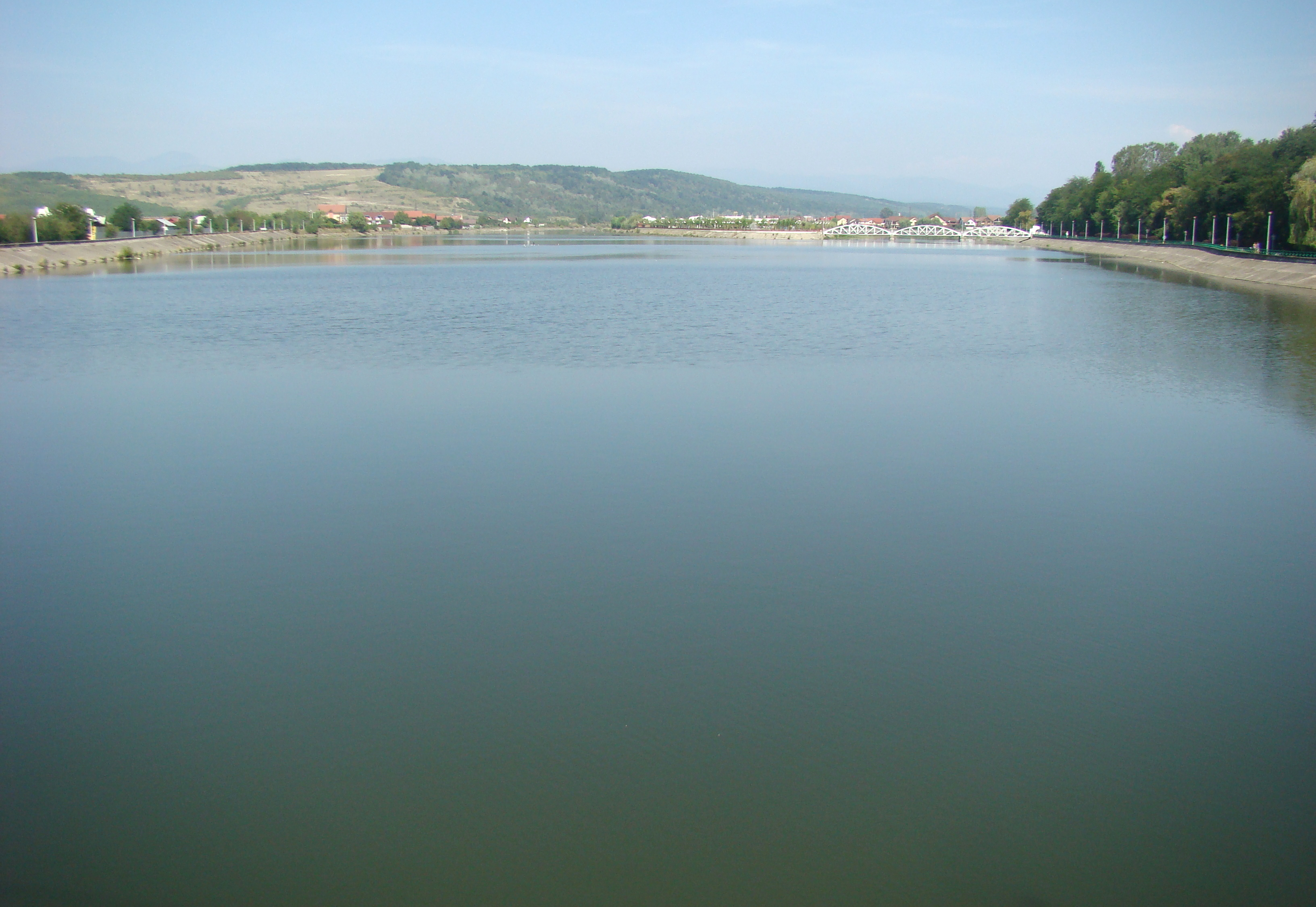
Râul Jiu în orașul Târgu Jiu
Liceul „Tudor Vladimirescu”
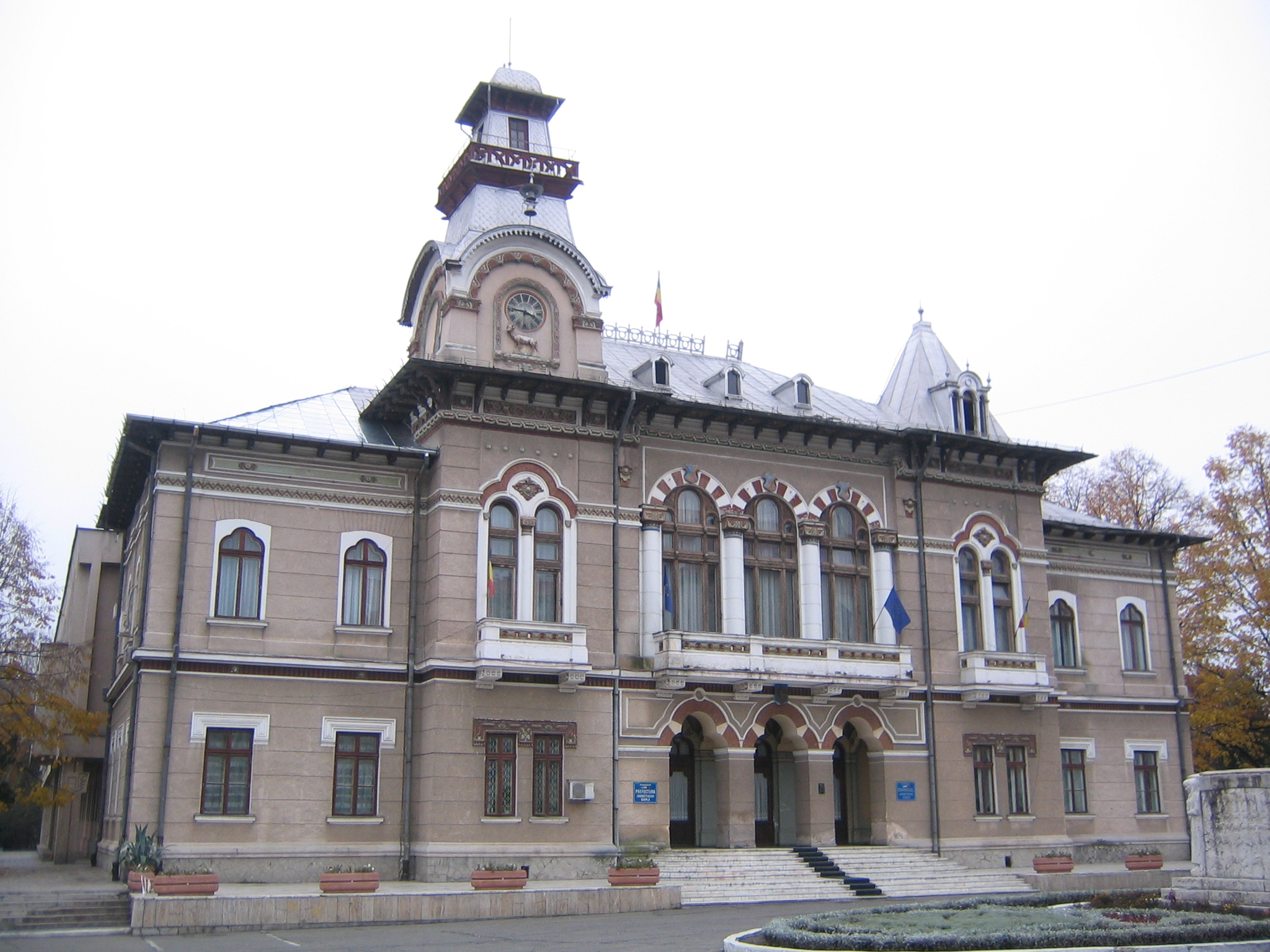
Palatul Prefecturii județului Gorj
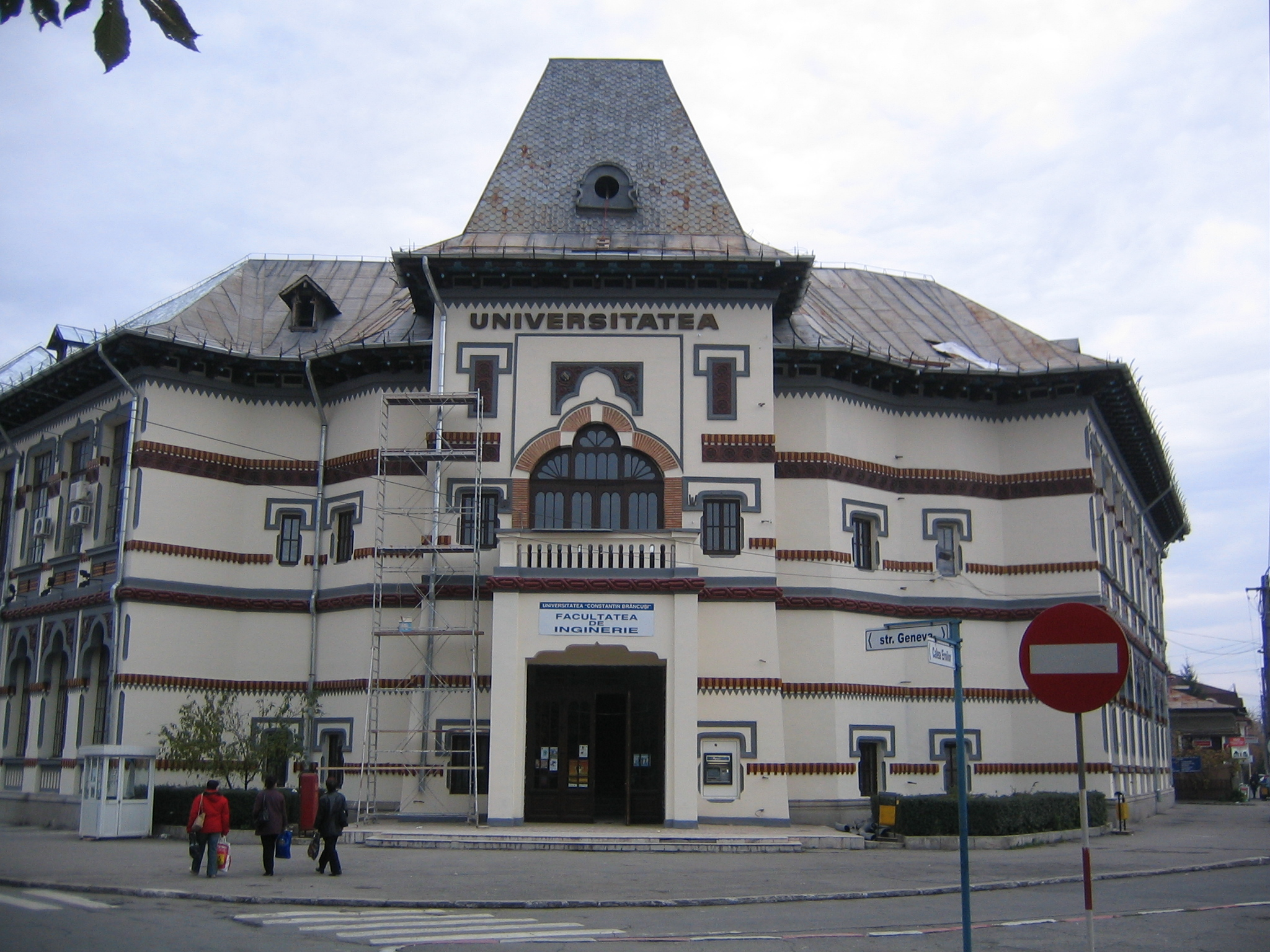
Universitatea
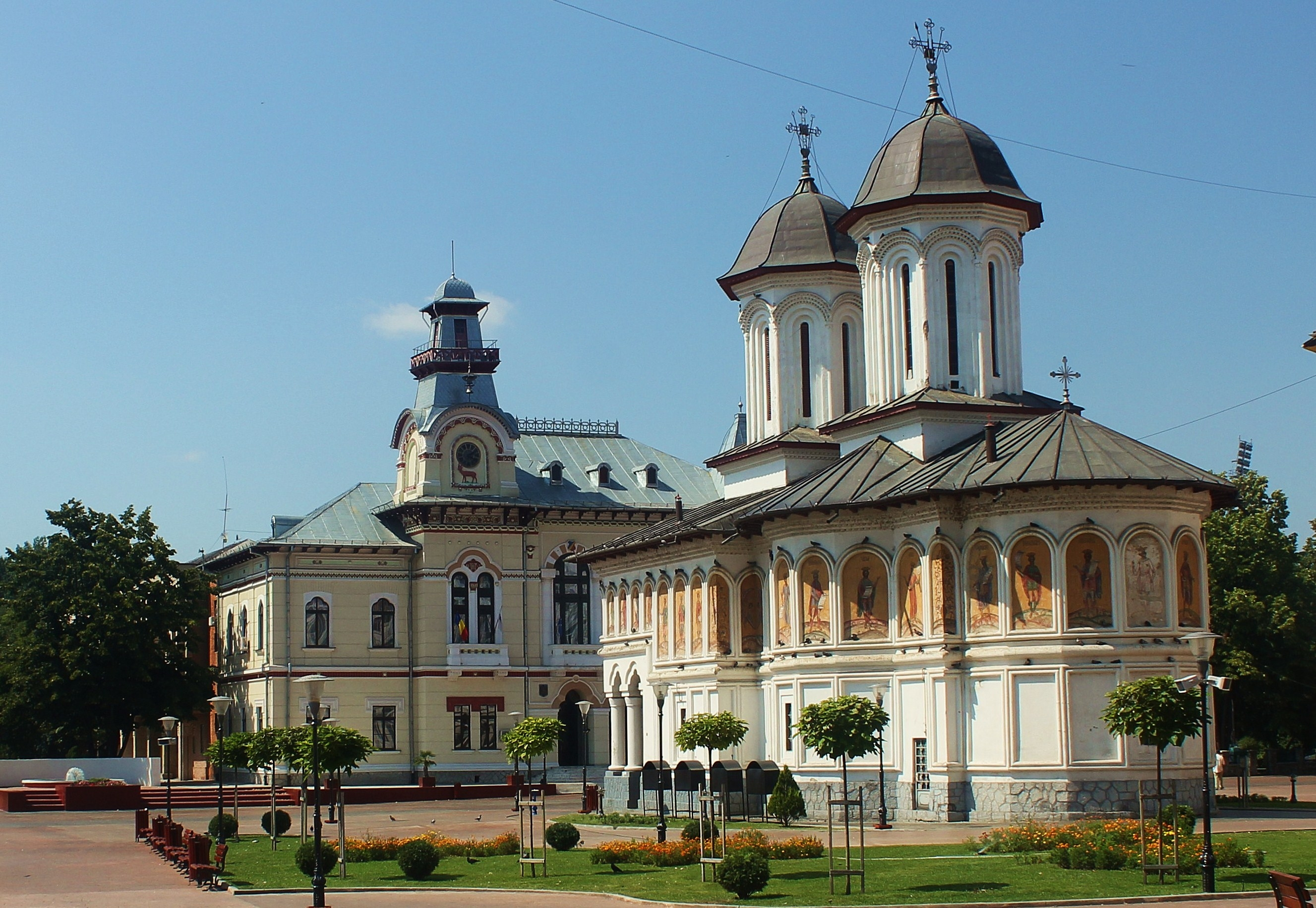
Catedrala Sfinții Voievozi
Poarta Sărutului (monument istoric)
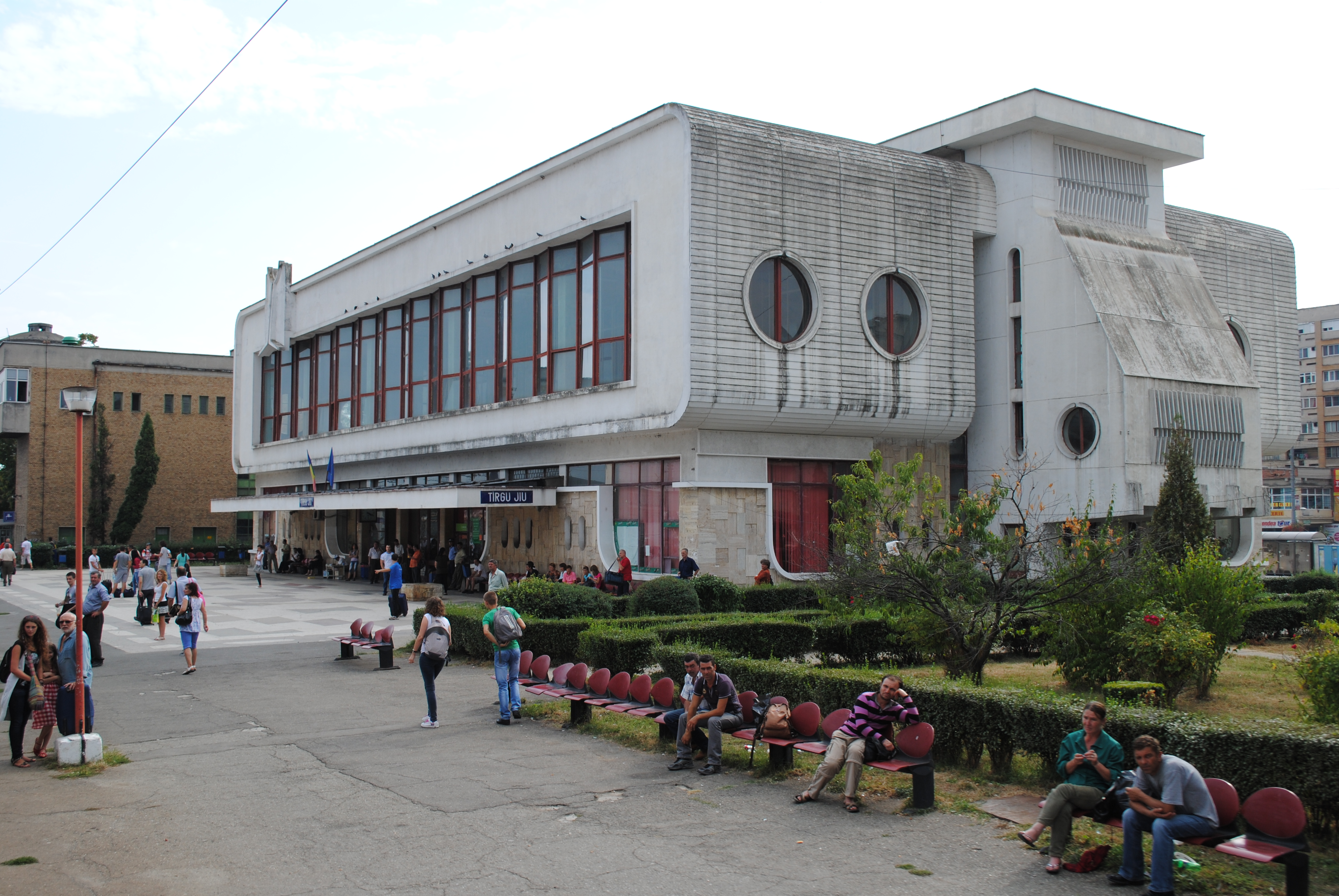
Gara Târgu Jiu
Masa Tăcerii (monument istoric)
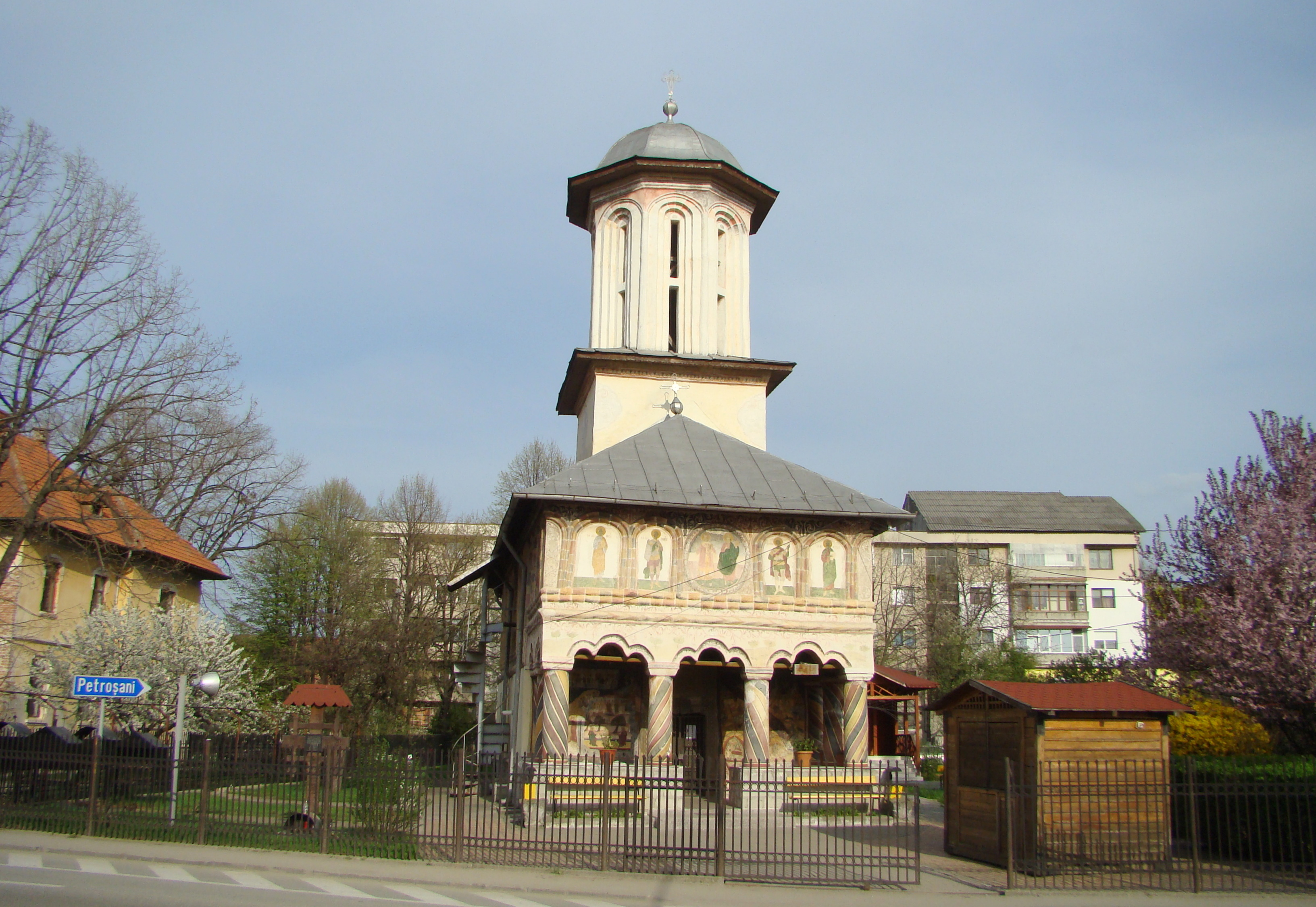
Biserica „Sfântul Nicolae” și „Sfântul Andrei”, str. 11 iunie 1848 nr 50 (monument istoric)
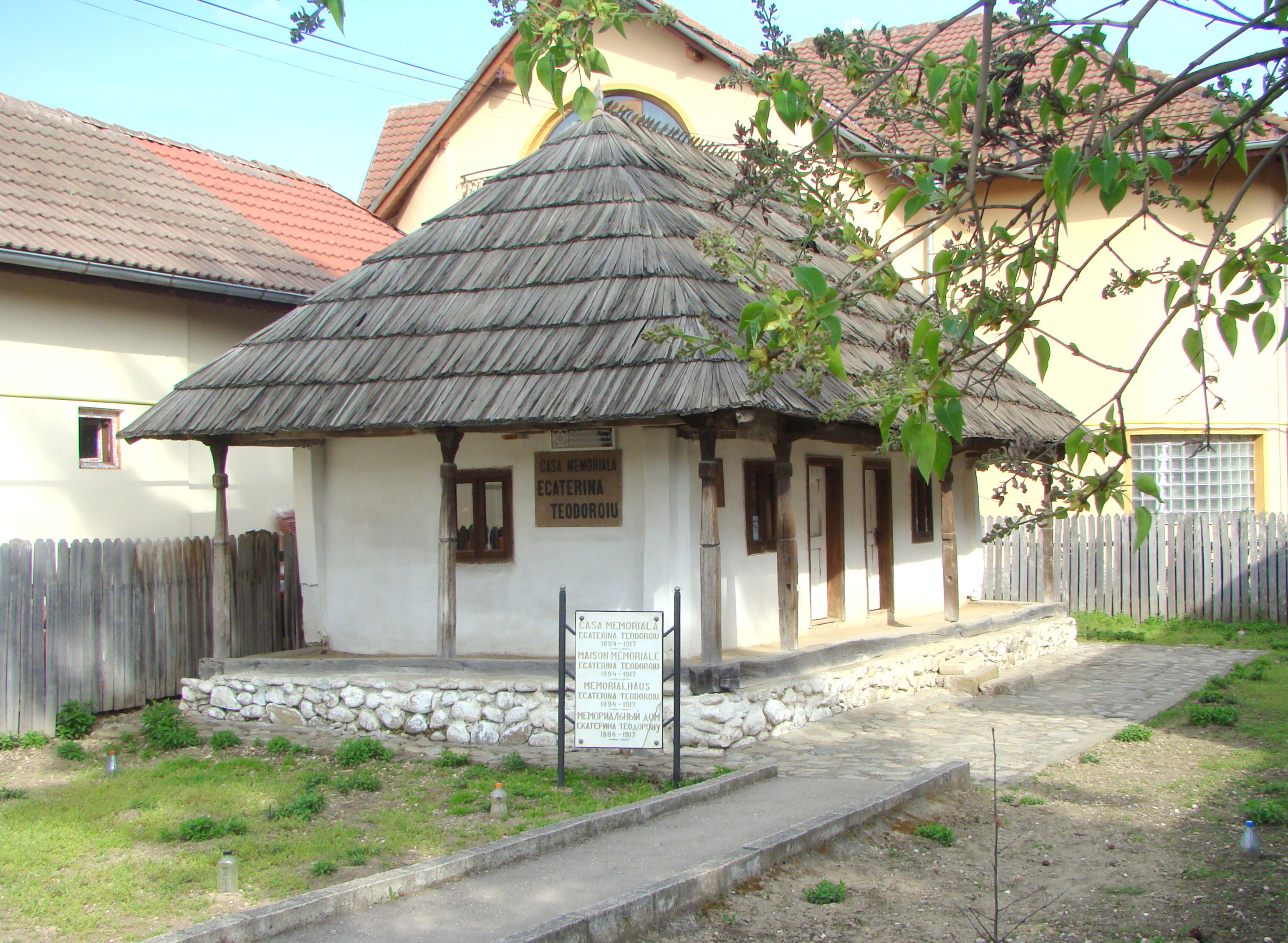
Casa memorială Ecaterina Teodoroiu (monument istoric)
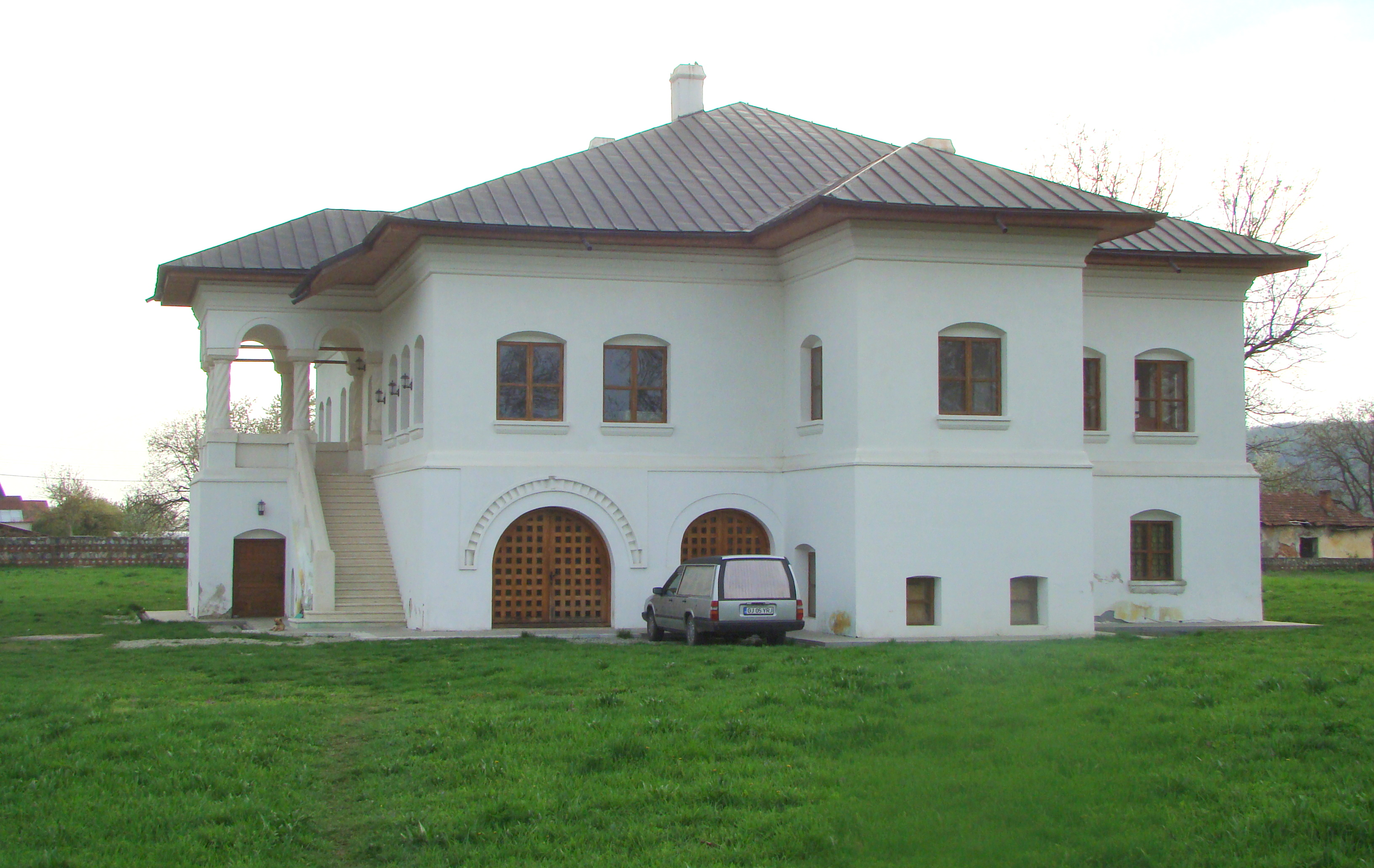
Casa lui Cornea Brăiloiu (monument istoric)
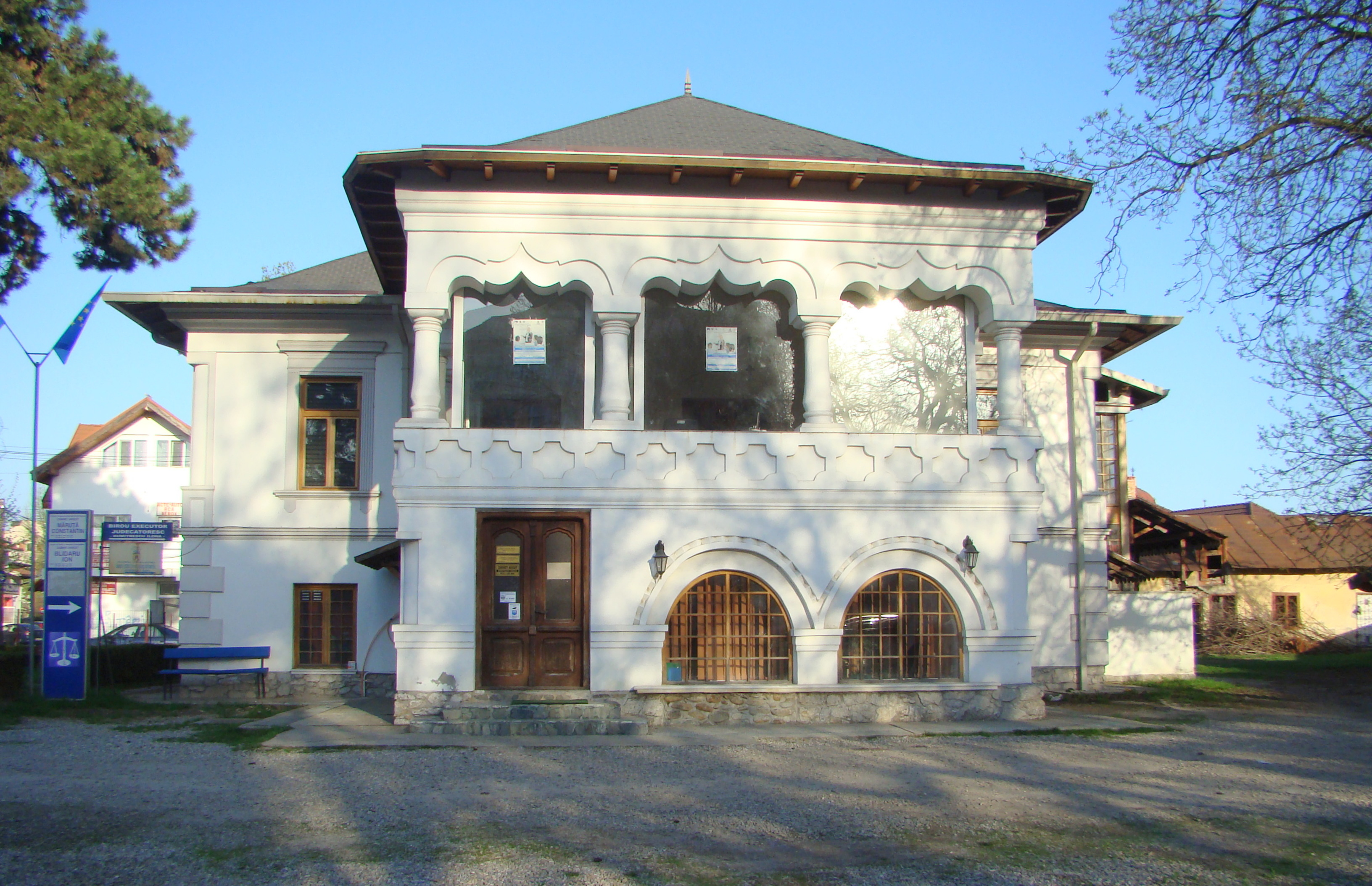
Casa Dimitrie Măldărescu (monument istoric)
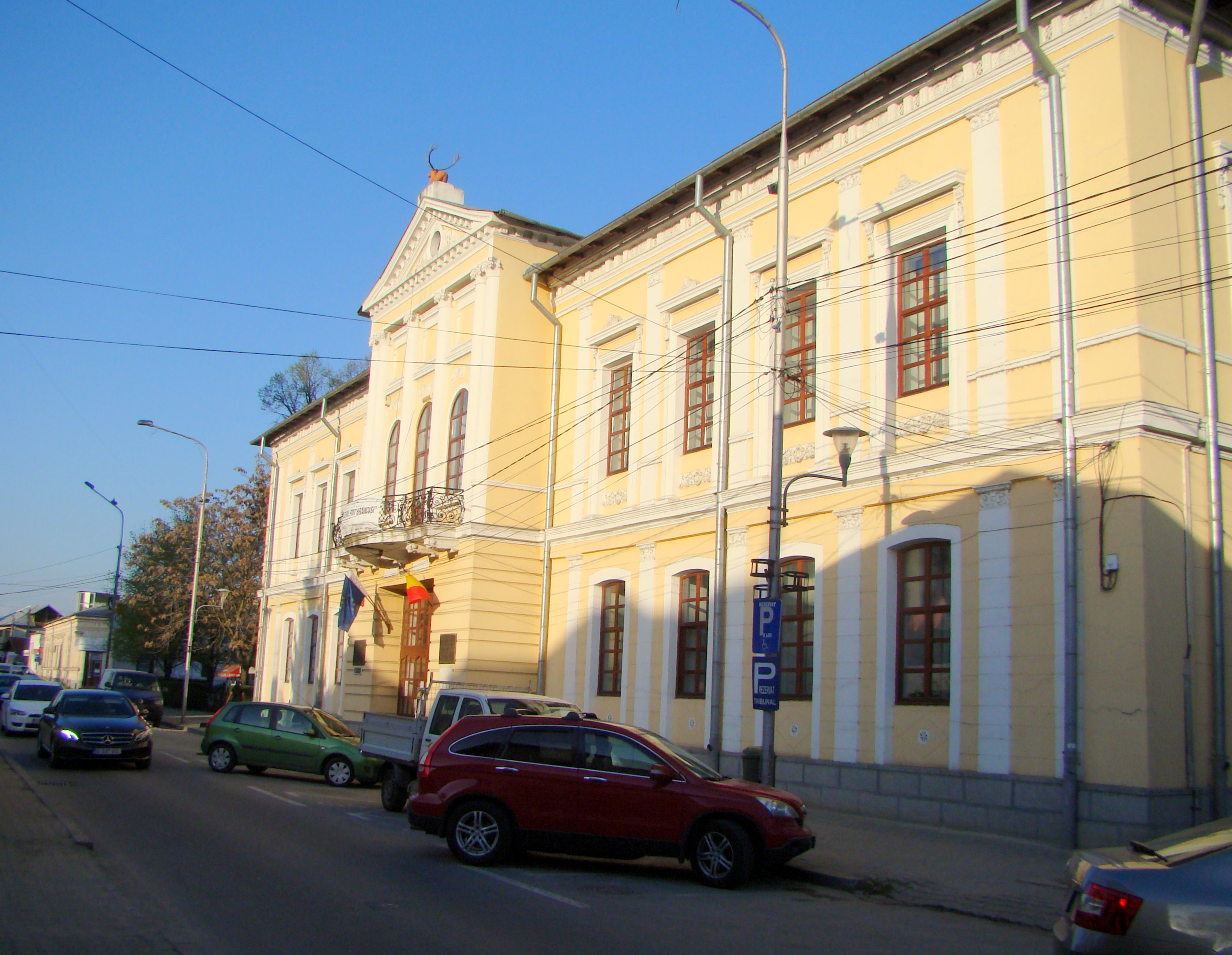
Prefectura veche/Muzeul Județean (monument istoric)
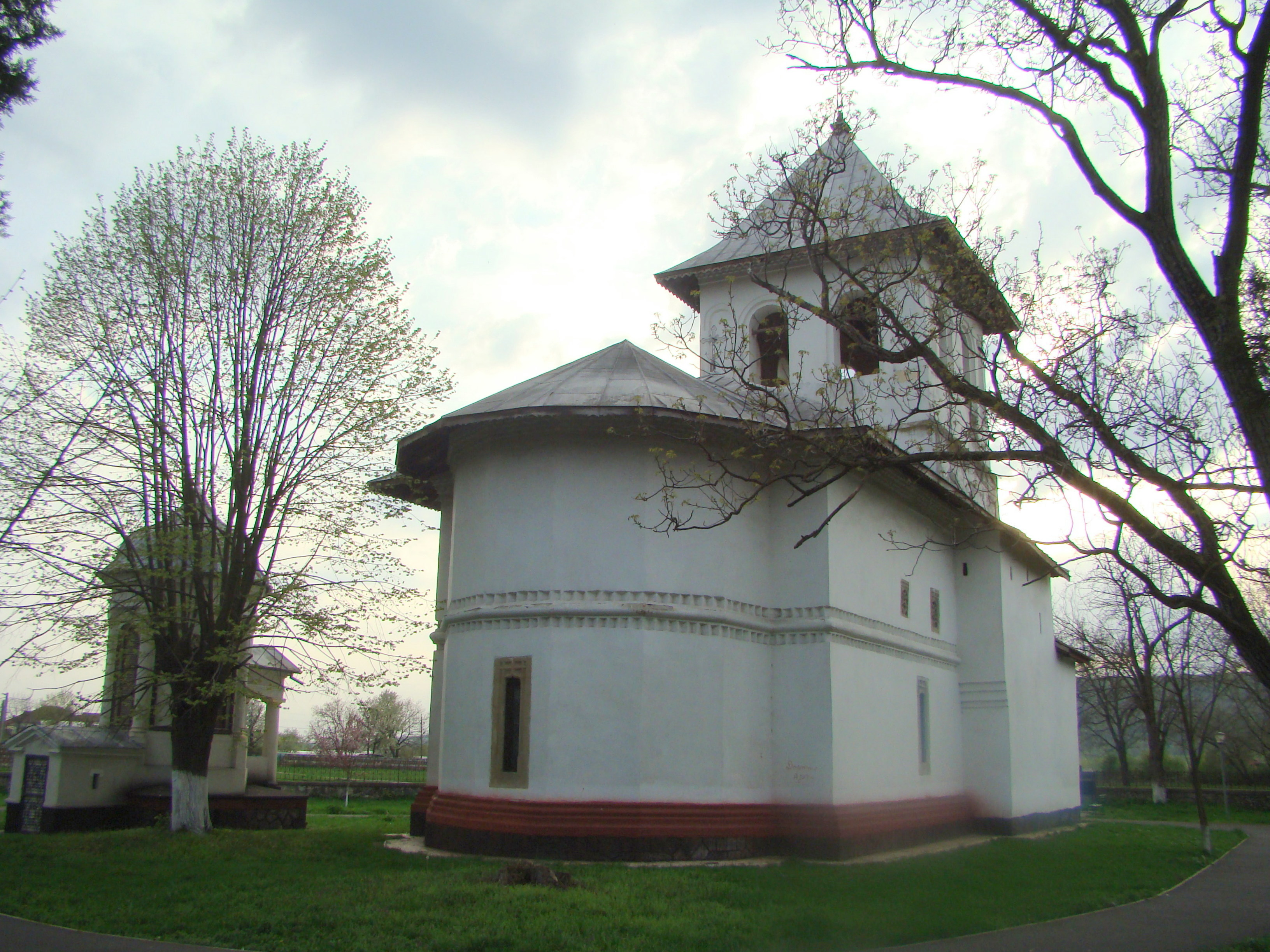
Biserica „Adormirea Maicii Domnului”, Bd. Ecaterina Teodoroiu 365 (monument istoric)